# Lodewijk van Hessen-Philippsthal
Lodewijk van Hessen-Philippsthal (Philippsthal, 8 oktober 1766 - Napels, 16 februari 1816) was van 1813 tot aan zijn dood landgraaf van Hessen-Philippsthal. Hij behoorde tot de linie Hessen-Kassel-Philippsthal van het huis Hessen.

## Levensloop
Lodewijk was de vierde zoon van landgraaf Willem van Hessen-Philippsthal uit diens huwelijk met Ulrika Eleonora, dochter van landgraaf Willem van Hessen-Philippsthal-Barchfeld. Nadat zijn oudere broer Frederik in 1793 sneuvelde bij het Beleg van Frankfurt, werd hij de erfopvolger van zijn vader. In 1806 werd Hessen-Philippsthal veroverd door de Fransen, waarna het onderdeel werd van het koninkrijk Westfalen.
Eerst in Nederlandse krijgsdienst, stond hij vanaf 1791 in militaire dienst van het koninkrijk Napels. Lodewijk werd er achtereenvolgens generaal-luitenant, opperhofmaarschalk, gouverneur van Caserta en inspecteur van alle grensvestingen.
Ten tijde van de Derde Coalitieoorlog werd hij in 1806 door koningin Maria Carolina toevertrouwd met de verdediging van Gaeta. Tijdens de Franse belegering van de stad door André Masséna bood hij bittere weerstand. Hij weigerde de overgave met de woorden: Gaeta is niet Ulm en Philippsthal is niet Mack. Nadat Lodewijk zwaargewond raakte, werd hij door een fregat van het Britse leger overgebracht naar Sicilië. Uiteindelijk gaf zijn opvolger zich over en werd Gaeta ingenomen door de Fransen.
Na zijn herstel werd hij tot kapitein-generaal benoemd. Nadat het koninkrijk Westfalen in 1813 werd opgeheven en het keurvorstendom Hessen en Hessen-Philippsthal werden gerestaureerd, kreeg Lodewijk zijn familiale gebieden terug en werd hij benoemd tot landgraaf. In 1814 begeleidde hij koningin Maria Carolina van Napels naar het Congres van Wenen. Twee jaar later, in februari 1816, stierf Lodewijk op 49-jarige leeftijd in Napels, waarna hij werd bijgezet in de vesting van Gaeta. Aangezien hij zonder mannelijke nakomelingen stierf, werd hij in Hessen-Philippsthal opgevolgd door zijn jongere broer Ernst Constantijn.

## Huwelijk en nakomelingen
Op 21 januari 1791 huwde hij in Susteren met gravin Marie Franziska Berghe von Trips (1771-1805), dochter van graaf en opperjachtmeester Franz Alphons Berghe von Trips. De verbintenis gebeurde zonder medeweten van hun ouders. Lodewijks ouders weigerden het huwelijk te aanvaarden en het was de reden waarom hij het Nederlandse leger moest verlaten, aangezien officieren niet met katholieken mochten trouwen. Via haar connecties kon Marie Franziska ervoor zorgen dat Lodewijk een positie in het Napolitaanse leger kreeg. Zijn echtgenote werd dan weer opperhofmeesteres van koningin Maria Carolina.
Lodewijk en zijn echtgenote kregen twee kinderen:
- Carolina (1793-1872), van 1810 tot 1814 gehuwd met graaf Ferdinand de la Ville sur Illon.
- Willem (1798-1799)

- Gemeinsame Normdatei: 1109106181
- Virtual International Authority File: 546146998513318941853